# ランコ湖
ランコ湖 (スペイン語: Lago Ranco) は、チリ、ランコ県にある湖である。ロス・リオス州では最大で、チリでは4番目に大きい面積を誇る。行政上、ラ・ウニオン、フトロノ、ラゴ・ランコの3つのコムーナの管轄下にある。湖にはいくつかの島があり、なかでもウアピ島は最大である。西側は半円形をしており、東側は水深が深くなっている。地理学的には、チリ中央峡谷とアンデス山脈の間のプレコルディレラに位置する。
中新世には、湖は湾として太平洋とつながっており、当時海洋から入ってきた堆積物が「Estratos de Lago Ranco」として知られる化石となっている。その後、第四氷河期にパタゴニア氷床の堆積物によって湖の窪地の一部が覆われ、現在も西岸に半円形のモレーンとしてその痕跡が残っている。
同国第35・37代大統領のセバスティアン・ピニェラは当地で事故死した。

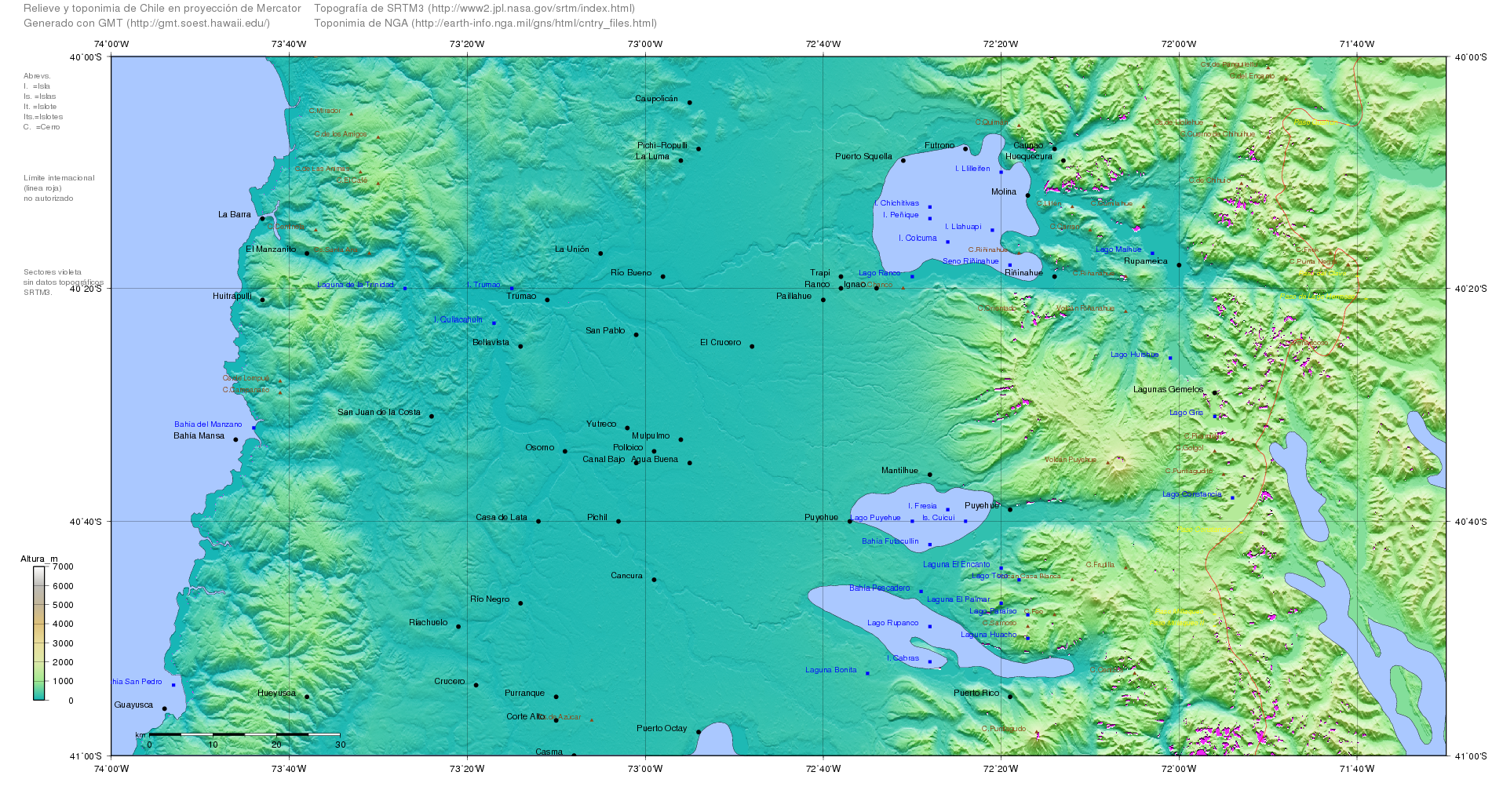
ランコ湖とプジェウエ湖の間にはプジェウエ＝コルドン・カウジェ火山群が存在する